# Thrypticomyia marksae
Thrypticomyia marksae är en tvåvingeart som först beskrevs av Alexander 1956.  Thrypticomyia marksae ingår i släktet Thrypticomyia och familjen småharkrankar. Inga underarter finns listade i Catalogue of Life.